# 葛城
葛城（かつらぎ／かづらき）は、奈良盆地の南西部、金剛山地の東麓を指す地域名。
山岳信仰・修験道の影響から、元来の範囲と比べて相当広い範囲を指して用いられるようになった可能性があり、金剛山地から西へ伸びる和泉山脈が海没した先に浮かぶ友ヶ島までの範囲に「葛木」という漢字をあてる文献も多数ある。この場合、現在の奈良県域にとどまらず、大阪府域・和歌山県域にもおよぶ地域名となるが、本項では奈良県域について記述する。なお、金剛山地には大和葛城山・中葛城山、和泉山脈には南葛城山・和泉葛城山という山がある。

## 語源
元の名は高尾張と言ったが、神武天皇が、葛で編んだ網で土蜘蛛を捕らえたために改めたという神話が残されている。

## 歴史
上古には神武天皇の即位にあたり剣根命が葛城国造に任命されたと『先代旧事本紀』等に伝わり、古墳時代には葛城氏や、三輪君一族の鴨君など有力豪族の勢力圏であったと考えられている。また、『日本書紀』によれば、葛城襲津彦が朝鮮半島から連れてきた渡来人も葛城の朝妻に住んでいたとされる。飛鳥時代の前半あたりには葛城県が置かれたようである。
『延喜式神名帳』には、大和国忍海郡に葛木坐火雷神社二座とこれに合祀された為志神社を載せていることから、大和国が置かれた際の葛上郡・忍海郡・葛下郡のあたりが元の葛城国（葛城県）の範囲と推定できる。現在の行政区分に照らし合わせると御所市・大和高田市・香芝市・葛城市・北葛城郡の一部が想定される。江戸時代の初め頃までは、この地が高天原であるとも考えられていた。